# الکس فراری
الکس فراری (ایتالیایی: Alex Ferrari؛ زادهٔ ۱ ژوئیهٔ ۱۹۹۴) بازیکن فوتبال اهل ایتالیا است.
از باشگاه‌هایی که در آن بازی کرده‌است می‌توان به بولونیا، کروتونه، ورونا و سمپدوریا اشاره کرد.